# Crucișător rutier
Crucișător rutier este termenul de argou în unele țări, pentru mașinile provenite în mare parte din producția SUA, care, din punct de vedere al dimensiunilor și al designului, evidențiau o pompozitate care uneori era considerată ca exagerată. Cele mai multe dintre ele sunt mașini de dimensiuni mari, din anii 1950 până în 1970. Termenul compară aceste mașini cu nave de război mari, de exemplu un crucișător.

## Caracteristici
Caracteristicile acestor vehicule sunt lungimea de uneori mult peste 5 metri, chiar și la Coupé, lățimea, grila de radiator cromată, precum și, în anii 1950, aripioare de spoiler uriașe.
Aceste vehicule au fost propulsate de motoare cu cilindree mare, consumatoare intensive de combustibil. Producătorii de croaziere rutiere erau în esență „cei trei giganți” General Motors, Ford și Chrysler, cu cele mai impresionante mărci de lux ale lor Cadillac și Lincoln.
Odată cu prima criză petrolieră din 1973, aceste vehicule și-au pierdut mult din importanță datorită consumului ridicat de combustibil. Pentru a nu pierde nicio parte de cotă de pe piața lor de origine, producătorii de automobile din SUA au oferit treptat succesori de dimensiuni semnificativ mai mici pentru „crucișătoarele rutiere”, care se bazau pe dimensiunile concurenților europeni și japonezi.

## Galerie

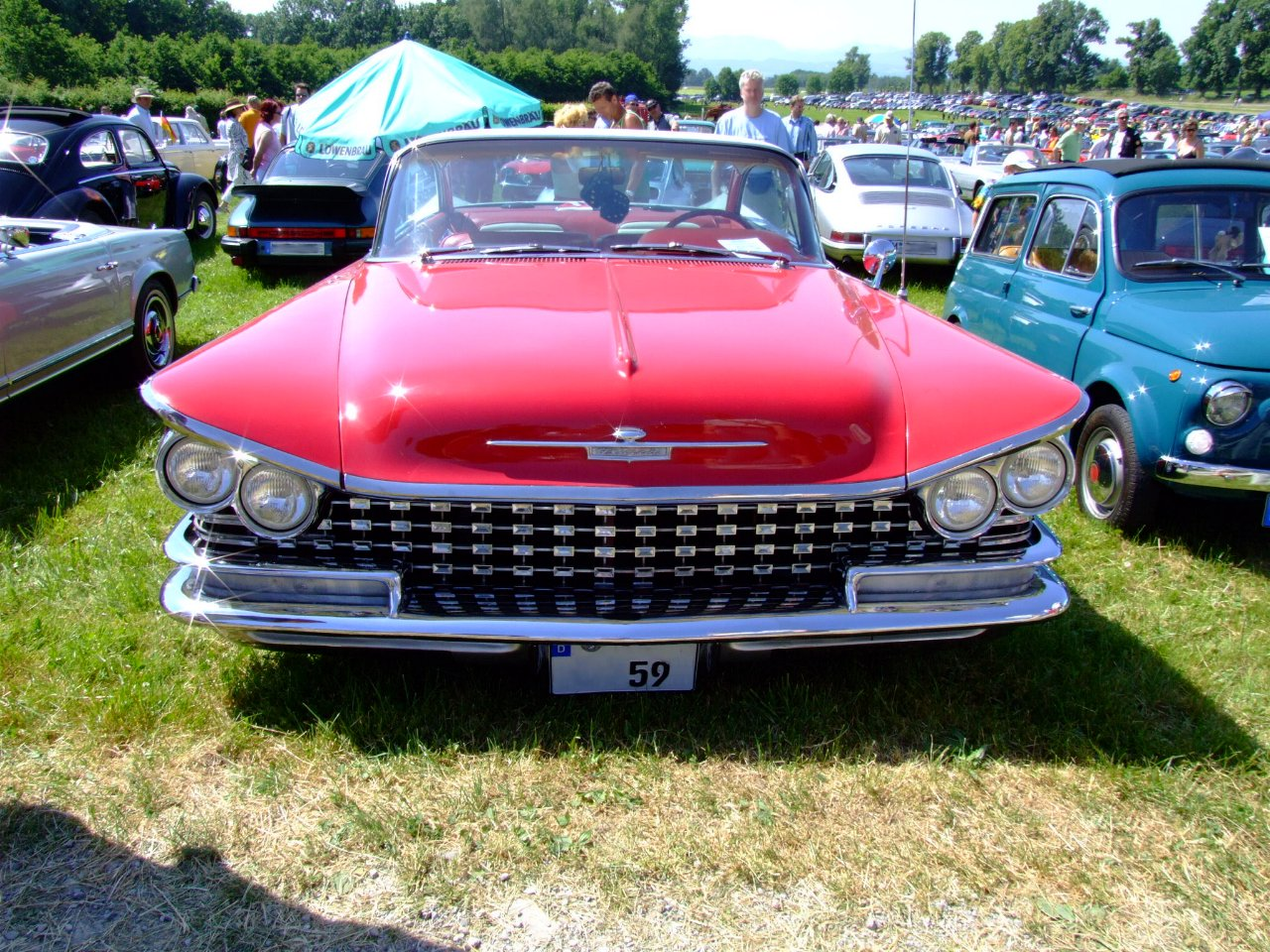
Buick LeSabre Cabriolet, an 1959
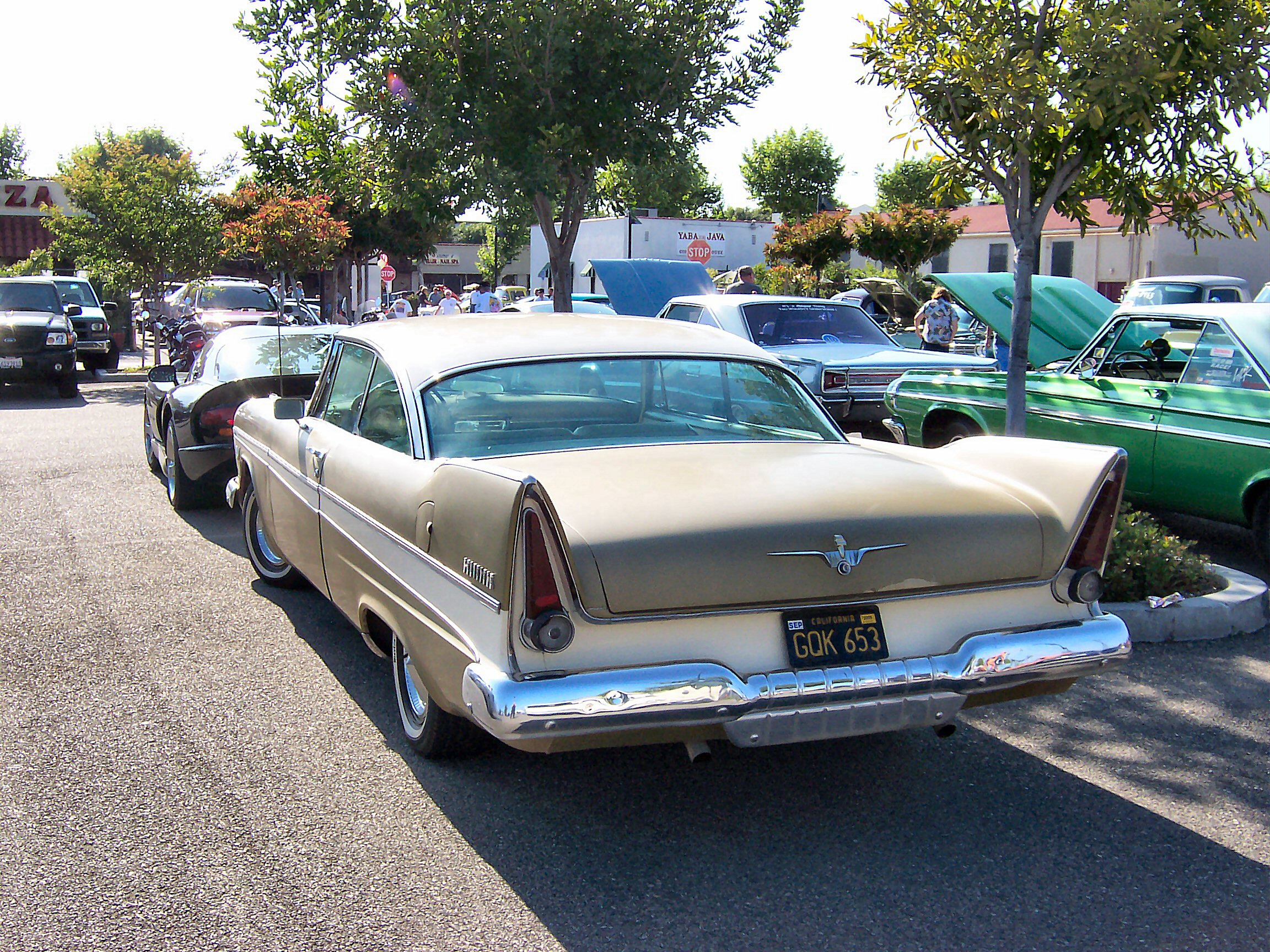
Plymouth Belvedere, an 1957
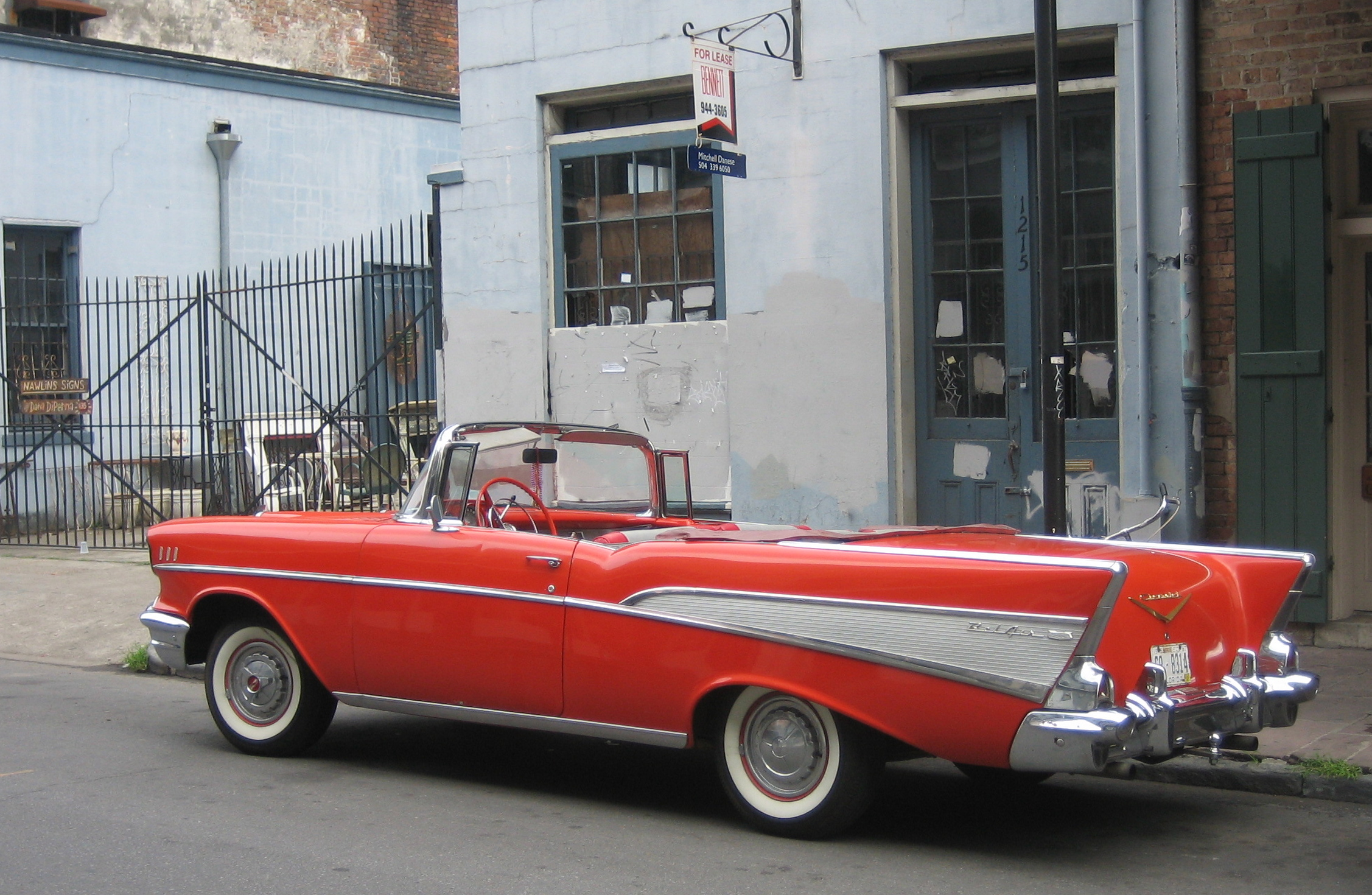
Chevrolet Bel Air Cabriolet, an 1957
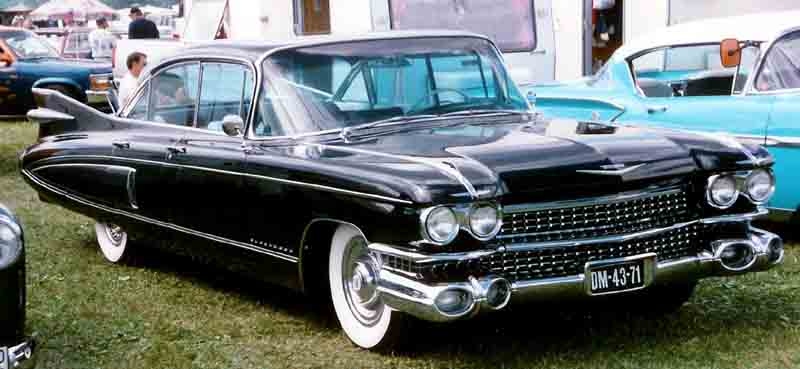
Cadillac Series 60 Special, an 1959
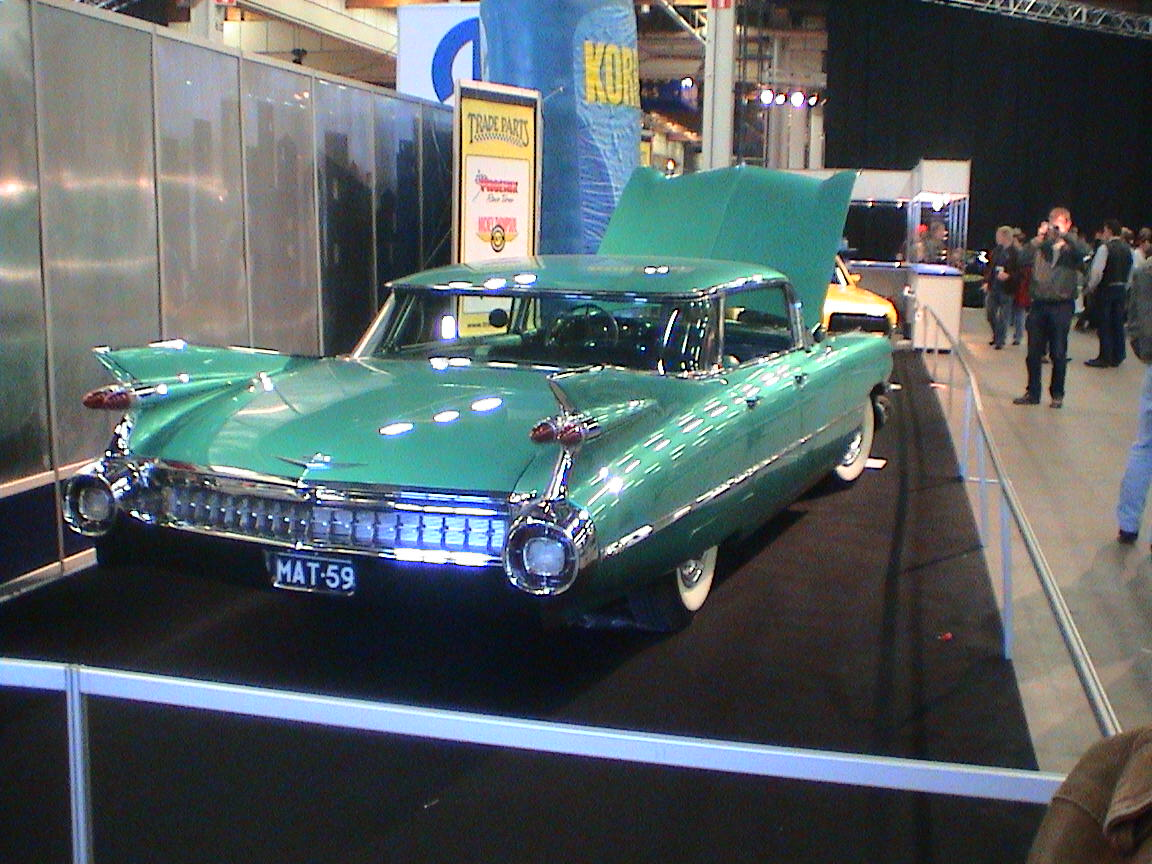
Cadillac Sedan De Ville, an 1959
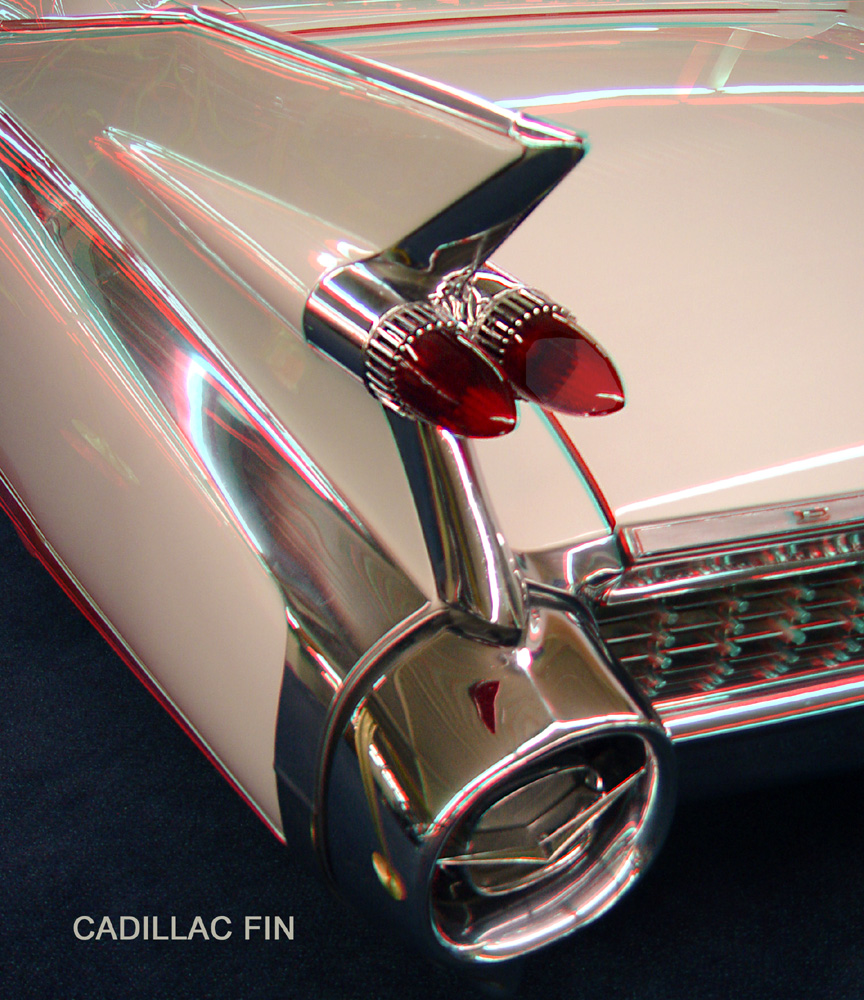
Heckflosse eines Cadillac, an 1959

## În film
- Christine - Mașina ucigașă, film horor după Stephen King.

Acest tip de automobile sunt clasice pentru Roadmovie.
- Cadillacul roz regia Buddy Van Horn, cu Clint Eastwood
- American Graffiti cu giganta Cruisen
- în filmul Pulp Fiction ucigașul pătit Vincent Vega (John Travolta) conduce un Chevrolet Malibu Cabrio roșu prin Los Angeles. (Automobilul nu face parte din recuzită ci este mașina proprie a regizorului Tarantino.)